# Шас сир Рон
Шас сир Рон (фр. Chasse-sur-Rhône) насеље је и општина у источној Француској у региону Рона-Алпи, у департману Изер која припада префектури Вјен.
По подацима из 2011. године у општини је живело 5391 становника, а густина насељености је износила 681,54 становника/km². Општина се простире на површини од 7,91 km². Налази се на средњој надморској висини од 161 метар (максималној 290 m, а минималној 145 m).

## Демографија
| 1962. | 1968. | 1975. | 1982. | 1990. | 1999. | 2011. |
| ----- | ----- | ----- | ----- | ----- | ----- | ----- |
| 3.428 | 3.529 | 3.944 | 4.378 | 4.566 | 4.795 | 5.391 |

График промене броја становника у току последњих година